# 圣罗勒
圣罗勒（学名：Ocimum tenuiflorum），又名神罗勒、打拋葉、打拋或嘎拋，为唇形科罗勒属下的一种多年生草本植物，原生於印度次大陸，其相關栽植種遍及东南亚和熱帶地區。

## 形态
圣罗勒是一种直立小灌木，高在30—60（12—24英寸）之间。叶子呈绿色或紫色，交互对生。花紫色。

## 用途

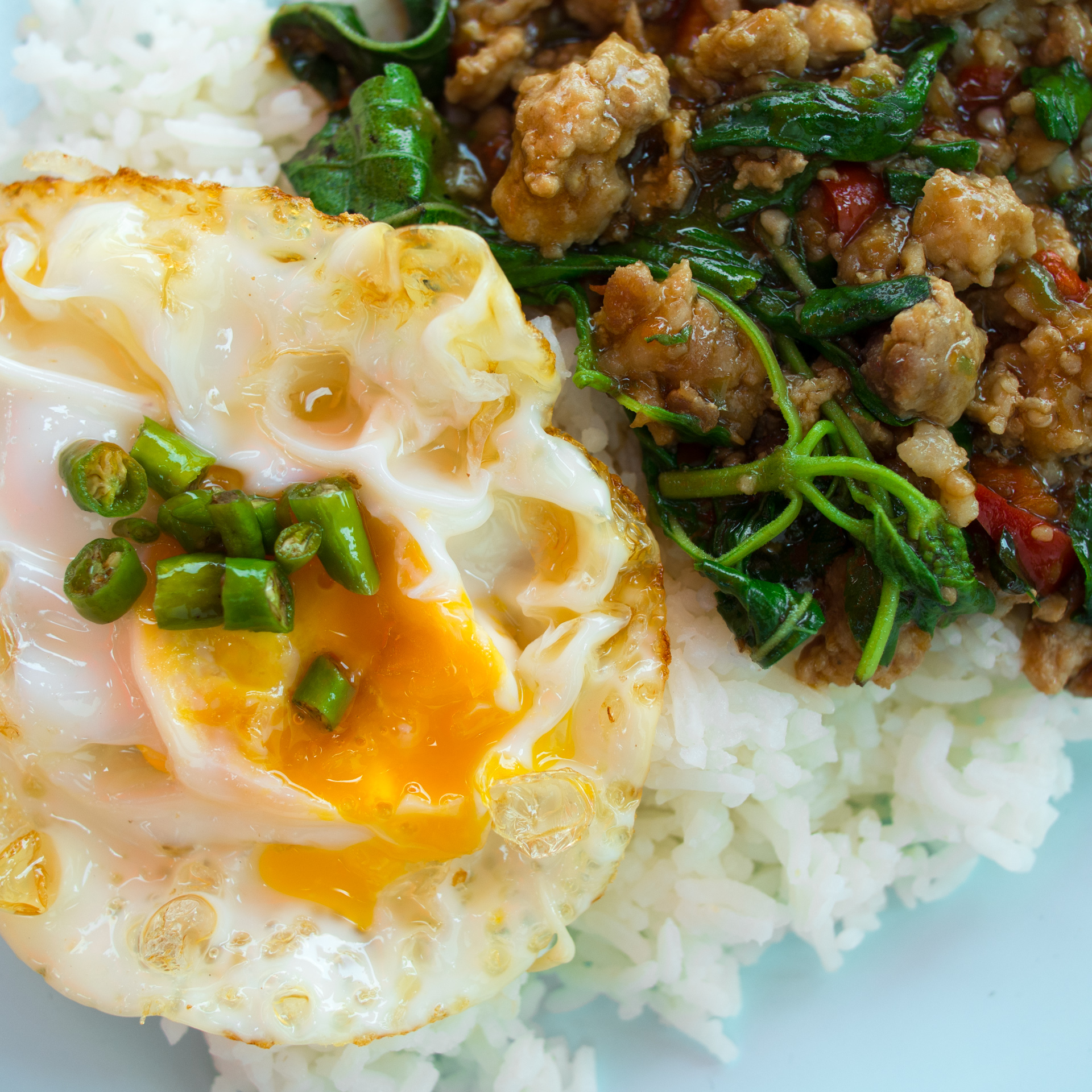
打拋豬肉飯

### 杀线虫
该精油具有杀线虫作用，可杀死半穿刺线虫、爪哇根结线虫、小麦线虫和木薯线虫。

### 消毒
Bhattacharjee 等人（2013 年）和 Sadul 等人（2009 年）测试了使用O. tenuiflorum提取物对水进行消毒。两人都发现酒精提取物比水或叶汁更有效。Sundaramurthi 等人（2012 年）发现，这种提取物可安全饮用且具有抗菌作用。Sadul 的成分分析发现，水中包含生物碱、类固醇和单宁，而酒精提取物中只包含生物碱和类固醇。

### 驱虫剂
几个世纪以来，人们一直将干树叶与储存的谷物混合来驱虫。

### 烹饪
Tulasi（梵语：Surasa ）因其药用价值而在阿育吠陀和悉达医学实践中使用。 

### 泰国菜
圣罗勒叶在泰语中称为kaphrao（泰语：กะเพรา），常用于泰国菜中的某些炒菜和咖喱，例如phat kaphrao（泰语：ผัดกะเพรา）——一种用泰国圣罗勒与肉类、海鲜一起炒的菜肴，或与米饭一起炒的菜肴，如khao phat kraphao。泰国使用两种不同类型的圣罗勒，一种是“红色”的，味道更辛辣，另一种是“白色”的，用于海鲜菜肴。 Kaphrao不应与horapha（泰语：โหระพา）混淆，通常称为泰国罗勒，或泰国柠檬罗勒（maenglak；泰语：แมงลัก）。

### 印度教中的意义
它是印度阿育吠陀中所用的一種药物，在印度教的毘濕奴派宗教祭仪中也有作用，用來祭祀毗濕奴和哈奴曼等神祇。它本身則被印度教信徒視為吉祥天女的化身。泰國飲食中有「打拋豬肉飯」。

## 化學成分
聖羅勒精油中主要含有丁子香酚（約70%）、β-榄香烯（11%）、β-石竹烯（8%）和吉玛烯（2%），此外還有一些萜烯等微量化合物。

## 分布
本物種原生於南亞、東南亞、中國南方、澳大利亞昆士蘭省一帶。

## 同物異名
- Geniosporum tenuiflorum (L.) Merr.
- Lumnitzera tenuiflora (L.) Spreng.
- Moschosma tenuiflorum (L.) Heynh.
- Ocimum anisodorum F.Muell.
- Ocimum caryophyllinum F.Muell.
- Ocimum hirsutum Benth.
- Ocimum inodorum Burm.f.
- Ocimum monachorum L.
- Ocimum sanctum L.
- Ocimum sanctum var. angustifolium Benth.
- Ocimum sanctum var. cubensis Gomes
- Ocimum sanctum var. hirsutum (Benth.) Hook.f.
- Ocimum scutellarioides Willd. ex Benth.
- Ocimum subserratum B.Heyne ex Hook.f.
- Ocimum tenuiflorum var. anisodorum (F.Muell.) Domin
- Ocimum tenuiflorum f. villicaulis Domin
- Ocimum tomentosum Lam.
- Ocimum villosum Roxb.
- Plectranthus monachorum (L.) Spreng.

## 圖像

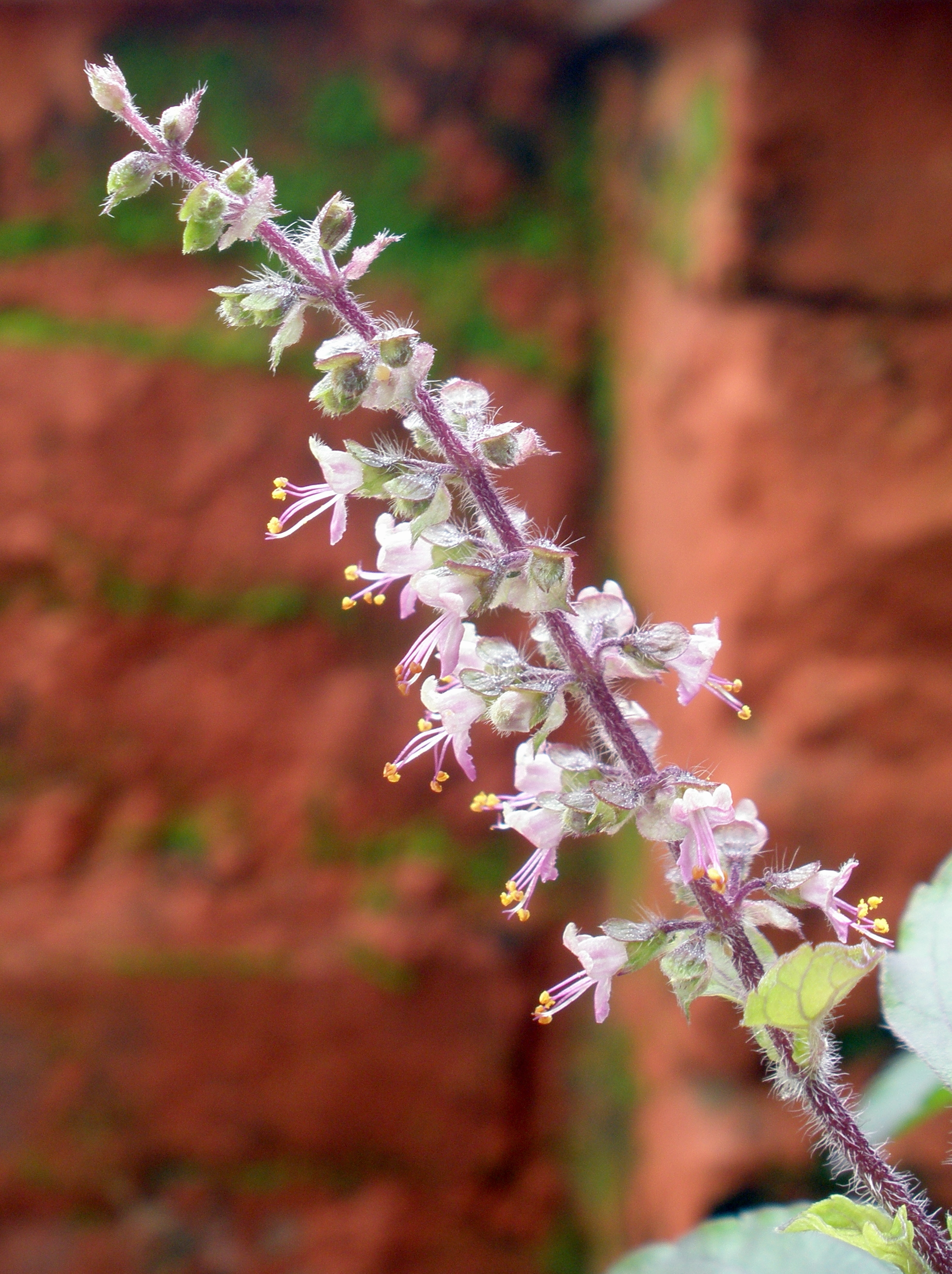
花序
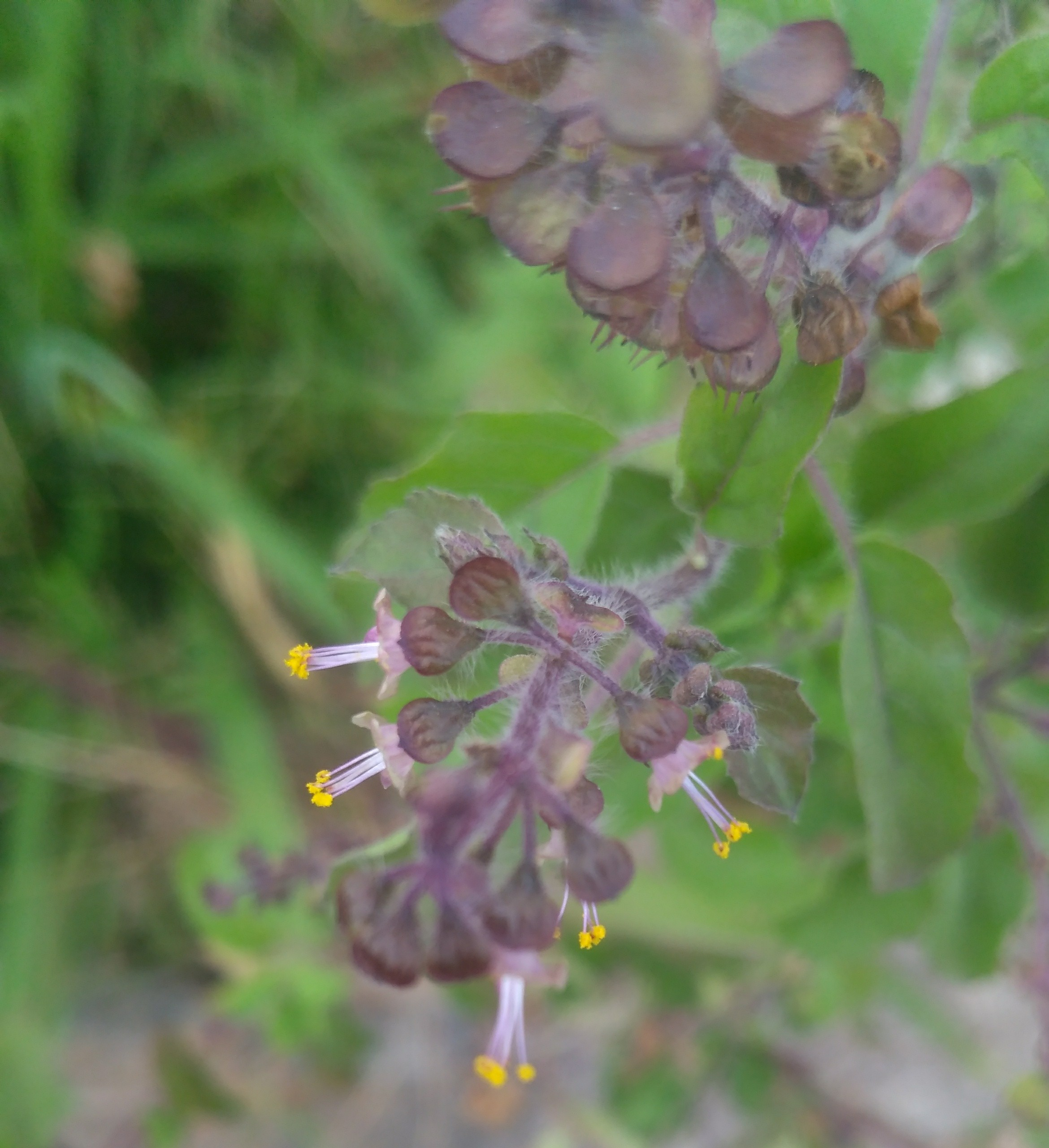
花苞
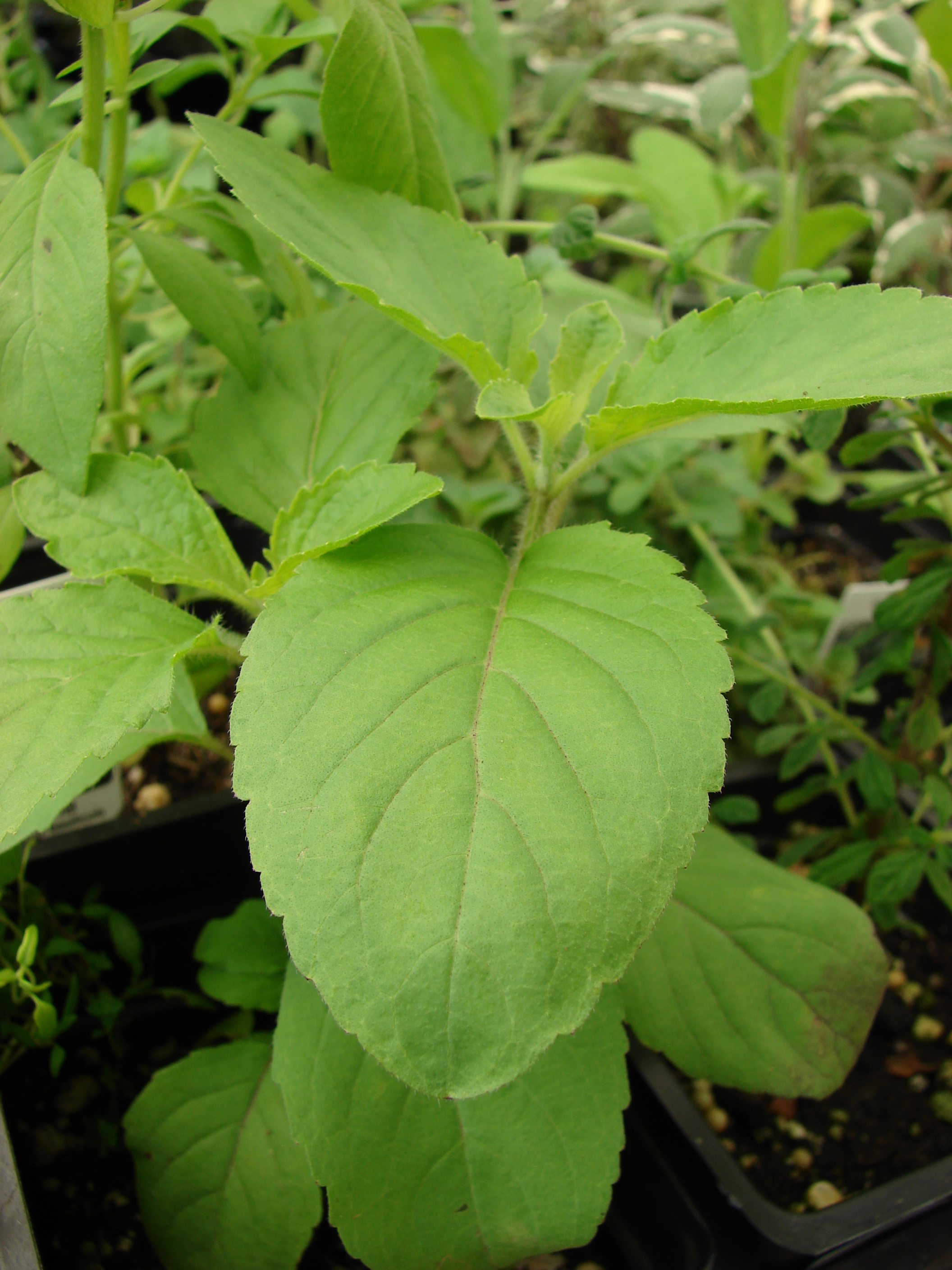
葉

## 外部連結
- 丁子香酚 Eugenol （页面存档备份，存于） 中草藥化學圖像數據庫 (香港浸會大學中醫藥學院) （中文）（英文）